# Novillero 4ta. Sección
Novillero 4ta. Sección är en ort i Mexiko.   Den ligger i kommunen Comalcalco och delstaten Tabasco, i den sydöstra delen av landet, 600 km öster om huvudstaden Mexico City. Novillero 4ta. Sección ligger 12 meter över havet och antalet invånare är 516.
Terrängen runt Novillero 4ta. Sección är mycket platt. Runt Novillero 4ta. Sección är det ganska tätbefolkat, med 166 invånare per kvadratkilometer. Närmaste större samhälle är Comalcalco, 11,7 km väster om Novillero 4ta. Sección. Trakten runt Novillero 4ta. Sección består till största delen av jordbruksmark.